# Sousoší svatého Vojtěcha a Radima v Libici nad Cidlinou
Sousoší svatého Vojtěcha a Radima v Libici nad Cidlinou, nazývané také sousoší svatého Vojtěcha a svatého Radima na místě slavníkovského hradiště v Libici nad Cidlinou, je bronzové sousoší/pomník postavené na místě zaniklého hradiště v Libici nad Cidlinou v okrese Nymburk v Nymburské kotlině ve Středočeském kraji.

## Historie a popis
Dílo ztvárňuje kráčející významné postavy české historie a to pražského biskupa svatého Vojtěcha (957-996) a hnězdenského arcibiskupa svatého Radima (970-1006) z rodu Slavnikovců. Jsou odliti z bronzu a umístěni na širokém hrubě opracovaném plochém kameni. Oba muži jsou ztvárněni v životní velikosti, jsou bosí a mají na sobě poutnické roucho s kapucí. Sv. Vojtěch, který stojí v popředí, má v pravé ruce poutnickou hůl a v levé ruce kříž. Sv. Radim napřahuje pravou ruku k pozdravu a má přes rameno pověšenu tornu/brašnu. V pozadí díla je kříž a pozůstatky základů historických staveb. Sousoší bylo slavnostně odhaleno dne 29. dubna 2000. Autoři díla jsou akademičtí sochaři a manželé Vojtěch Adamec (1933–2011) a Marie Adamcová. Realizátorem díla je Sdružení sv. Vojtěcha v Libici nad Cidlinou.

### Nápisy na kamenném podstavci
Na kamenném podstavci je nápis:
| „ | NA PAMĚŤ SV. VOJTĚCHA A SV. RADIMA Z RODU SLAVNIKOVCŮ MISIONÁŘŮ STŘEDNÍ EVROPY L.P. 2000 | “ |

## Další informace
Dílo je celoročně volně přístupné a nachází se u trasy několika turistických a cyklistických tras, např. naučná stezka Libice, Labská cyklotrasa (2), EuroVelo 4 aj.

## Galerie

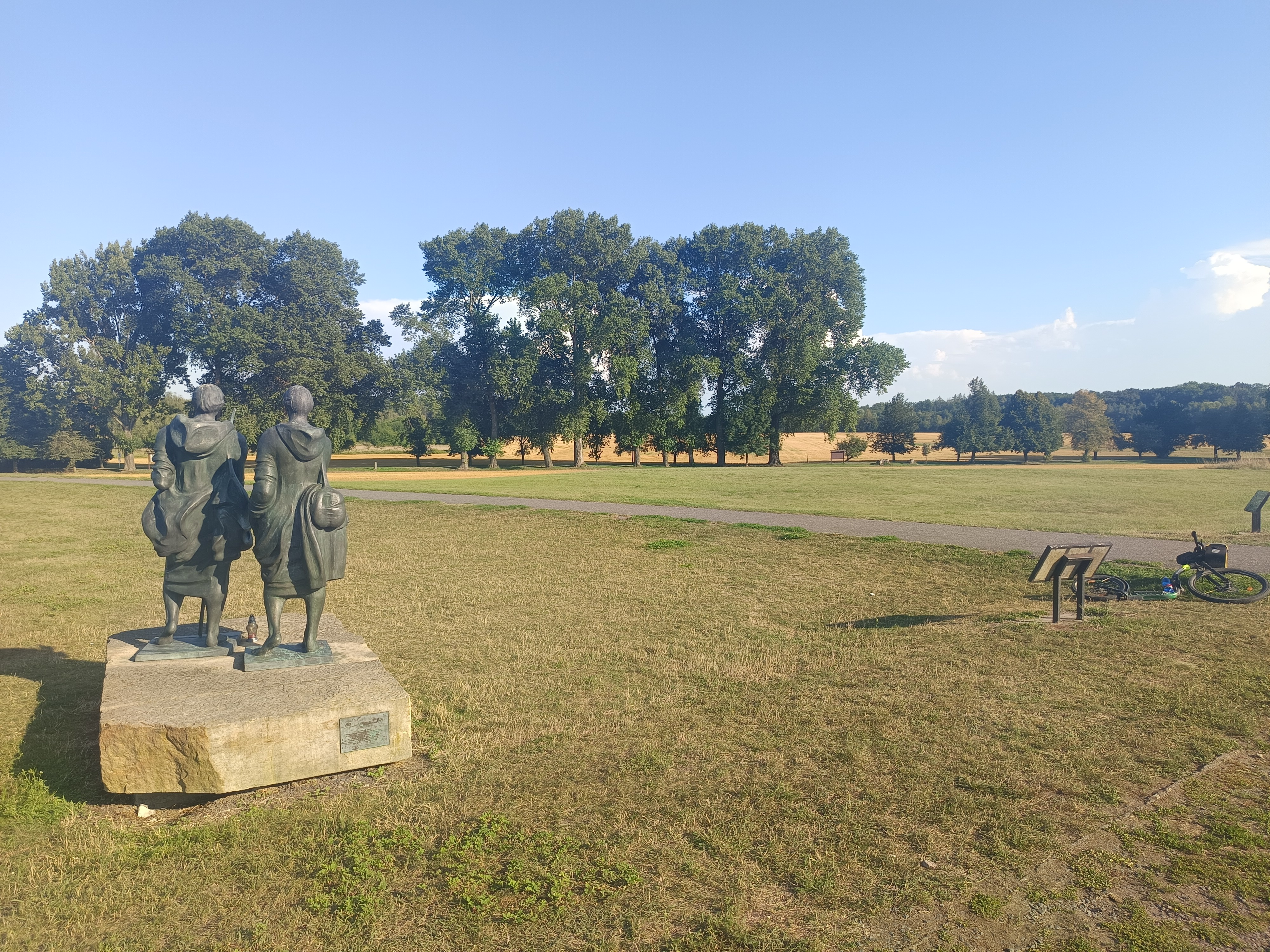
Umístění díla v krajině
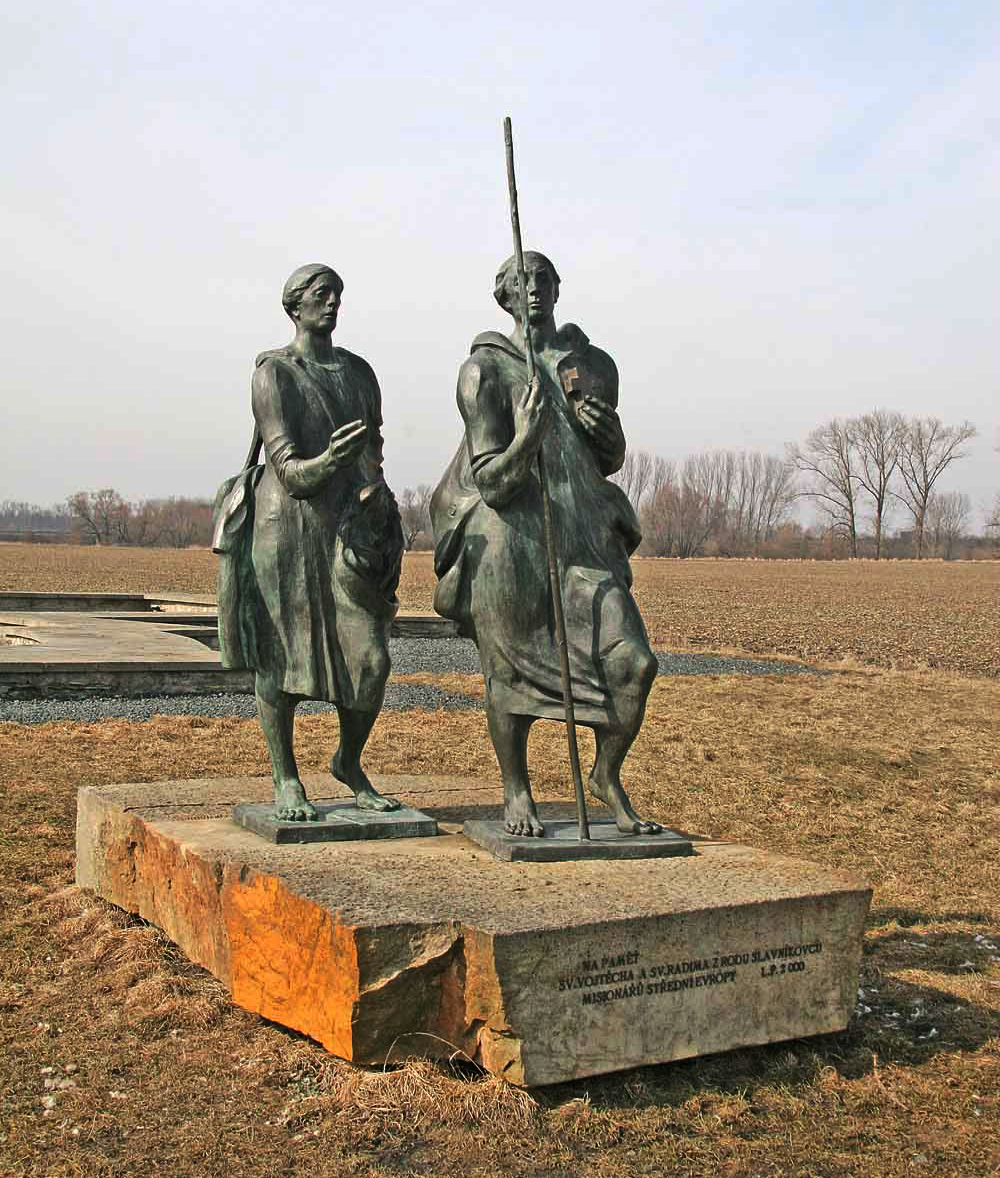
Čelní pohled na sochy
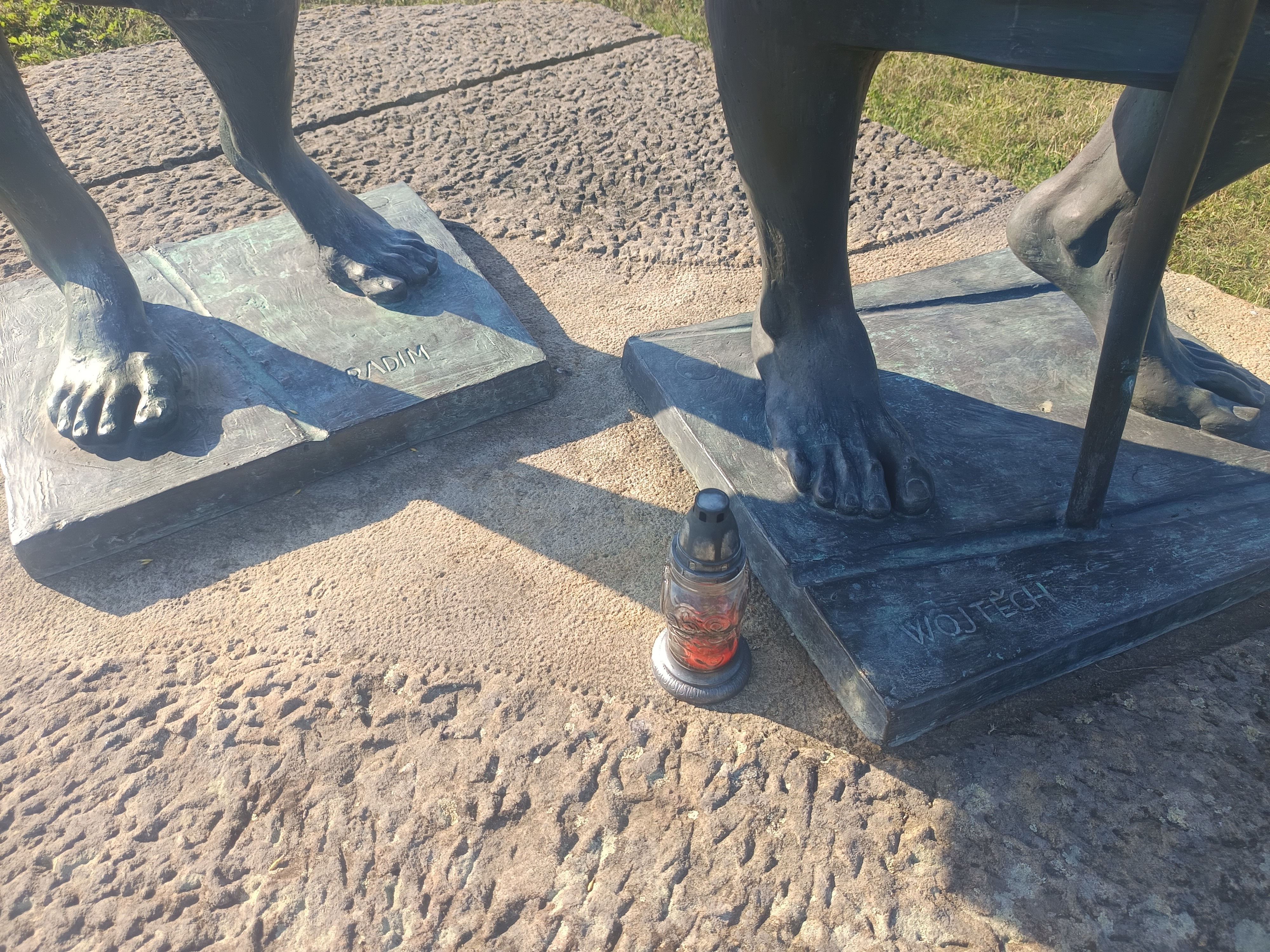
Ukotvení soch
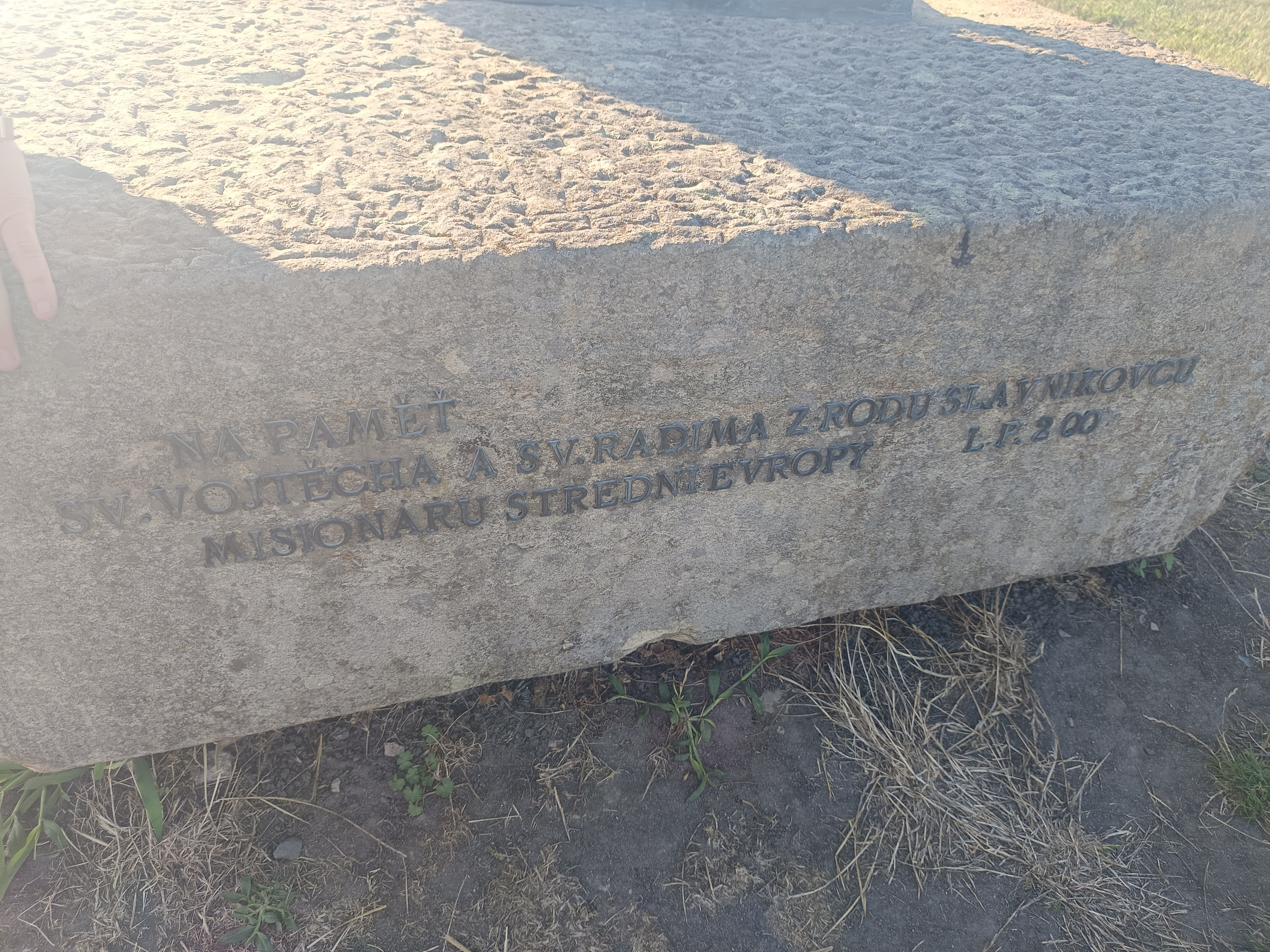
Nápis na podstavci
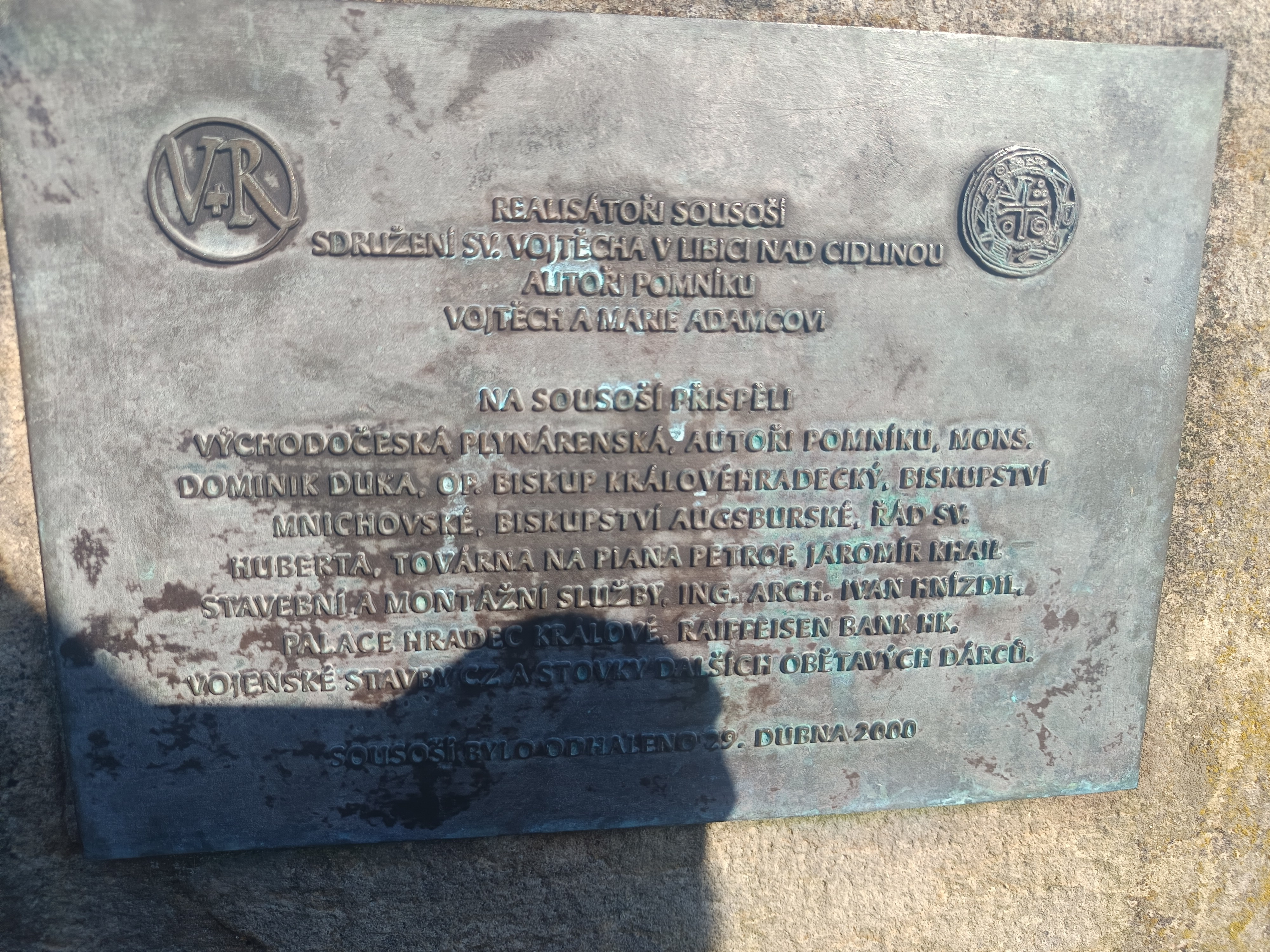
Nápis na podstavci
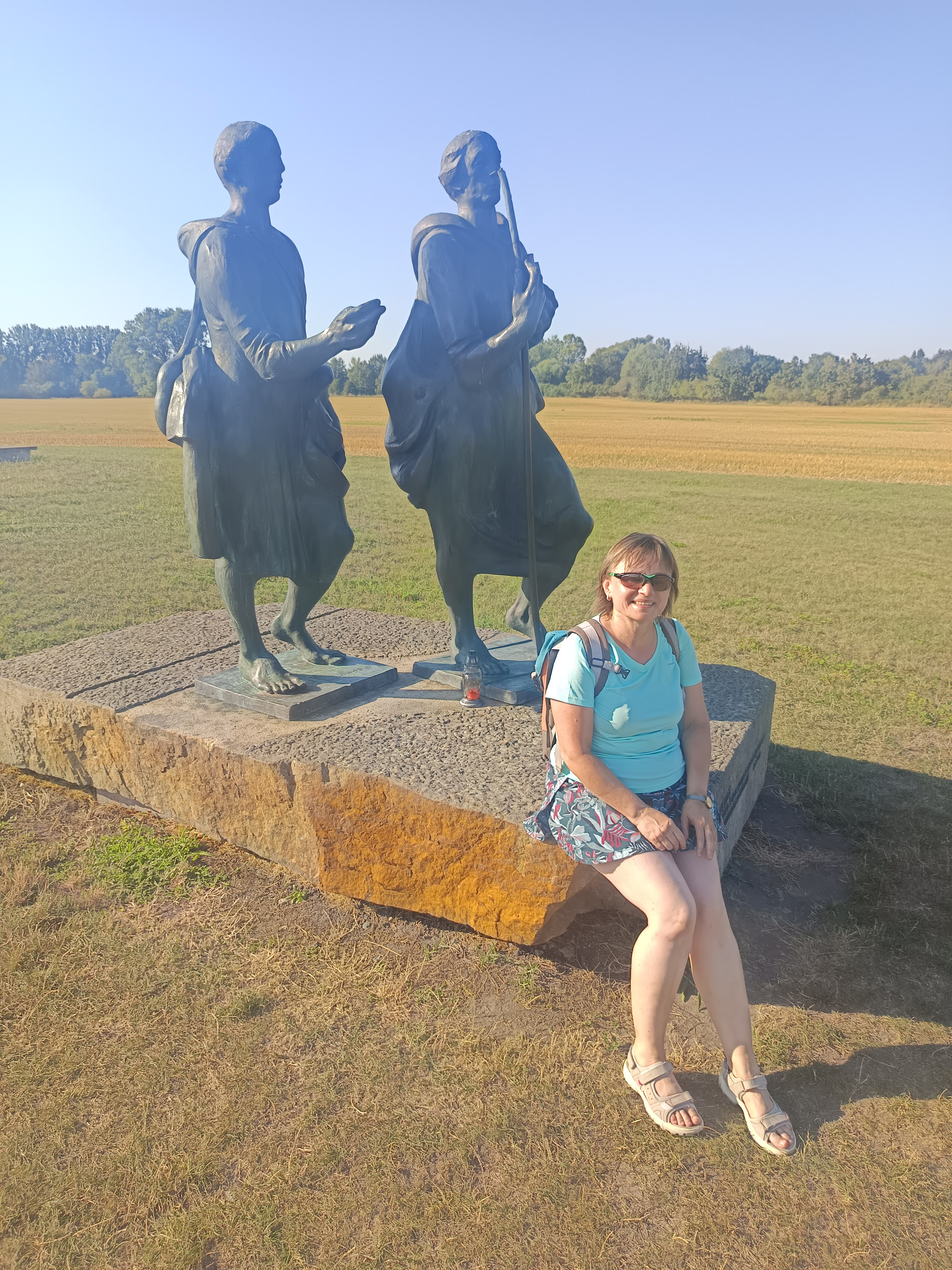
Posezení na kameni u soch